# Master P
Percy Robert Miller Sr., mer känd under sitt artistnamn Master P, född 29 april 1970 i New Orleans i Louisiana, är en amerikansk rappare, skivproducent, skivchef, skådespelare och entreprenör. Han grundade år 1991 skivbolaget No Limit Records, som senare återlanserades till spinoffbolagen New No Limit Records och No Limit Forever Records. I mitten av 1990-talet var han grundare och medlem av den skivbolagsägda hiphopgruppen TRU. 1996 släppte han sitt femte soloalbum Ice Cream Man som bland annat innehåller singeln "Mr. Ice Cream Man". Hans singel "Make 'Em Say Uhh!" från 1997 har fått en platinacertifiering av Recording Industry Association of America (RIAA).
Master P är äldst av fem syskon, bland dem rapartisterna C-Murder (Corey Miller) och Slikk the Shocker (Vyshonn Miller). 
Han var tidigare gift med Sonya C. Miller, från vilken han separerade år 2010. Han har nio barn (åtta egna, plus en uppfostrad brorson), inklusive sonen Romeo (född 1989) och dottern Cymphonique Miller (född 1996). Dottern Tytyana Miller gick bort i maj 2022, 29 år gammal.

## Filmografi (i urval)

### Filmer
| År   | Titel                    | Roll                | Noter |
| ---- | ------------------------ | ------------------- | ----- |
| 1998 | Players Club             | Kille               |       |
| 1999 | Hot Boyz                 | "Moe"               | Video |
| 2000 | Takedown                 | Brad                |       |
| 2000 | Gone in 60 Seconds       | Johnnie "Johnnie B" |       |
| 2002 | Undisputed               | Gatz Boys-rappare 1 |       |
| 2002 | Dark Blue                | "Maniac"            |       |
| 2003 | Brottsplats Hollywood    | Julius Armas        |       |
| 2003 | Scary Movie 3            | Sig själv           |       |
| 2006 | God's Gift               | Pops                | Video |
| 2017 | Killing Hasselhoff       | Del Toro            |       |
| 2017 | Destruction: Los Angeles | Jay Jones           |       |

### TV-serier
| År   | Titel                          | Roll                 | Noter                                                                   |
| ---- | ------------------------------ | -------------------- | ----------------------------------------------------------------------- |
| 2000 | Louis Theroux's Weird Weekends | Sig själv            | Avsnittet "Gangsta Rap"                                                 |
| 2000 | Moesha                         | Patient              | Återkommande medverkan (säsong 5)                                       |
| 2001 | E! True Hollywood Story        | Sig själv            |                                                                         |
| 2001 | The Hughleys                   | Sig själv            | Avsnittet "Dreaming of a Slight Christmas"                              |
| 2001 | Dark Angel                     | Duvailer             | Avsnittet "Art Attack"                                                  |
| 2001 | Oz                             | Curtis Bennett       | Avsnittet "Orpheus Descending"                                          |
| 2002 | MADtv                          | Sig själv            | Avsnittet "Episode #7.19"                                               |
| 2002 | Girlfriends                    | Sig själv            | Avsnittet "X Does Not Mark the Spot"                                    |
| 2003 | Star Search                    | Sig själv/Gästdomare | Avsnittet "The One with the Father and Son Duo Master P and Lil' Romeo" |
| 2004 | CSI: New York                  | Kevin Vick           | Avsnittet "Grand Master"                                                |
| 2006 | Dancing with the Stars         | Tävlande             | Tävlande i säsong 2                                                     |
| 2009 | Robot Chicken                  | Nicks vän (röst)     | Avsnittet "President Evil"                                              |